# Багтыярлык (посёлок)
Багтыярлык (туркм. Bagtyýarlyk) — посёлок городского типа в Байрамалинском этрапе Марыйского велаята, Туркменистан. Посёлок расположен в пустыне Каракумы, при железнодорожной станции Учаджы на линии Мары — Туркменабат.

## История
Статус посёлка городского типа с 1935 года. В советское время в посёлке работал каракулеводческий совхоз. До 2012 года носил название Уч-Аджи.
В советское время в посёлке действовал каракулеводческий совхоз «Уч-Аджи» Байрам-Алийского района, который был известен высокими трудовыми результатами в овцеводстве и занимал в СССР передовые позиции про производству каракуля. В этом колхозе трудились Герои Социалистического Труда директор совхоза «Уч-Аджи» Александр Иванович Трапезников, управляющий первой фермой Юсуп Дусембаев, управляющий третьей фермой Шалар Чарыев и чабаны Аллаяр Бердыев, Ходжа Нияз Бяшимов, Кочкар Рахмедов, Нурыназар Сеидов, Ахмедьяр Суликбаев.

## Население
| 1939 | 1959 | 1970 | 1979 | 1989 |
| ---- | ---- | ---- | ---- | ---- |
| 987  | 1969 | 1682 | 1567 | 1845 |